# Muzeum Młynarstwa i Rzemiosł Wiejskich

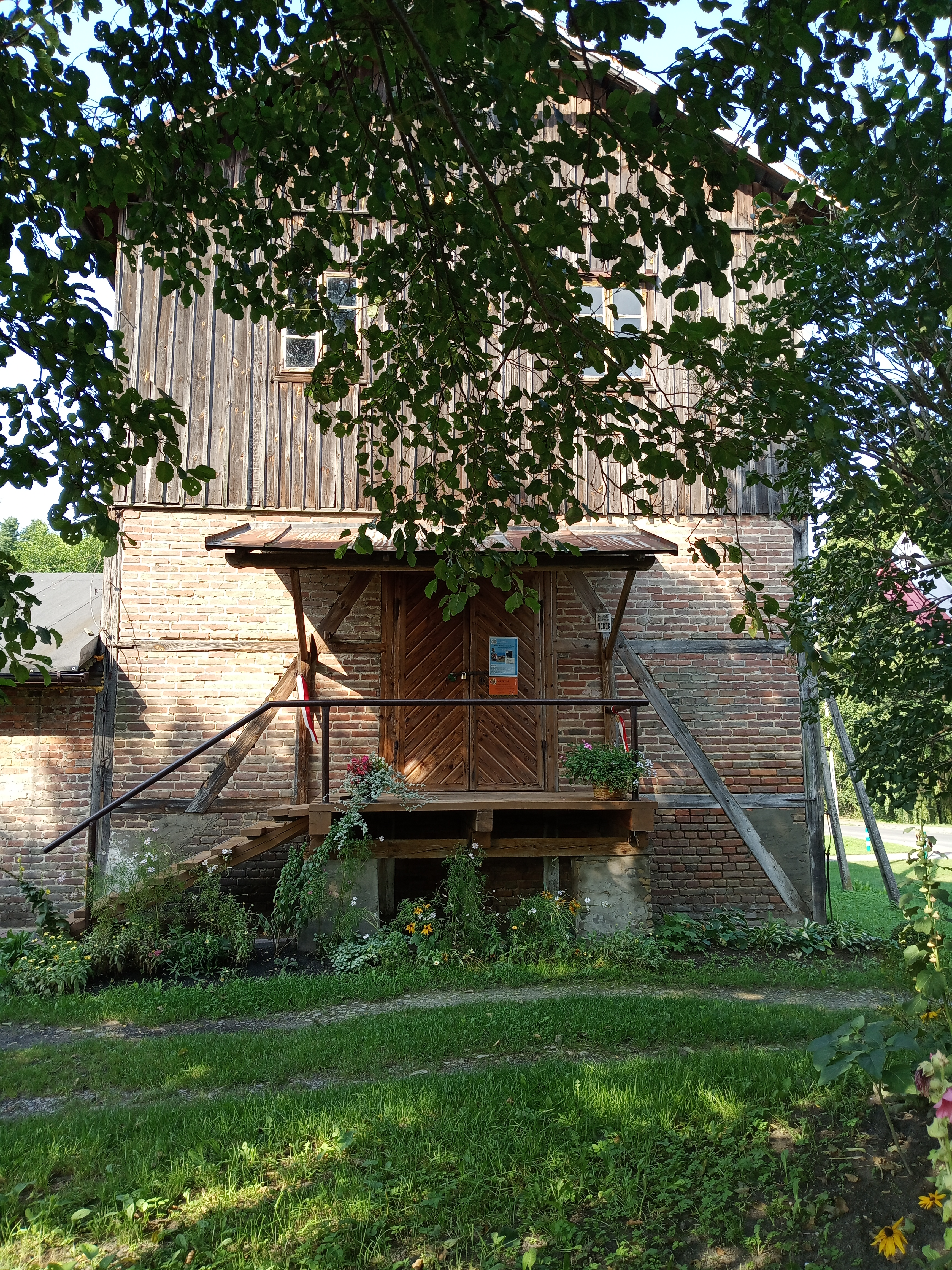
Muzeum Młynarstwa wejście główne

Muzeum Młynarstwa i Rzemiosł Wiejskich – muzeum znajduje się w młynie, zwanym "Młyn Grodzkiego", zbudowanym przez Jana Grodzkiego w 1930 roku we wsi Niedrzwica Kościelna, gmina Niedrzwica Duża w woj. lubelskim. We wnętrzu młyna zachowało się całe oryginalne wyposażenie służące do mielenia zboża, produkcji kasz i śruty zbożowej (ospy).

## Historia
Muzeum prowadzone jest przez fundację Młyn Grodzkiego Muzeum Młynarstwa i Rzemiosł Wiejskich. Otwarcie muzeum odbyło się 25 czerwca 2023 roku na placu przy dawnym młynie gospodarczym.       Historia Młyna Grodzkiego zaczyna się 18 marca 1930 roku. Wtedy właśnie wpłynęła prośba o wydanie orzeczenia dotyczącego przydatności placu w Niedrzwicy Kościelnej pod budowę młyna, do Wydziału Przemysłowego Urzędu Wojewódzkiego w Lublinie. W dniu 10 czerwca 1930 roku Jan Grodzki uzyskuje zgodę Urzędu Wojewódzkiego w Lublinie na budowę młyna. 20 czerwca 1930 roku następuje zatwierdzenie projektu budowy młyna. Budowę ukończono 4 września 1930 roku. Dnia 20 kwietnia 1931 roku Jan Grodzki odsprzedaje za kwotę 8750 zł jedną trzecią młyna Józefowi Chodorowskiemu. W nocy z 16 na 17 stycznia 1933 roku podczas pożaru młyn spłonął całkowicie. Zostaje odbudowany we wrześniu 1934 roku. Dnia 23 maja 1956 roku młyn zostaje przejęty pod zarząd państwowy i staje się własnością państwa. Pod koniec 1971 roku zostaje nieodpłatnie przekazany dla Państwowego Związku Gminnych Spółdzielni »Samopomoc Chłopska« w Lublinie Młyn działał produkcyjnie do roku 2016, wtedy to zawieszono mielenie.

## Architektura
Budynek młyna złożony jest z dwóch brył: budynku głównego z trzema kondygnacjami oraz parterowej motorowni. Dolna kondygnacja budynku głównego łącznie z motorownią posiada unikalne dzisiaj ściany szkieletowe zwane murem pruskim. Natomiast górna kondygnacja zbudowana jest z drewna kantowego i obita deską.

## Lokalizacja
Muzeum mieści się w budynku dawnego młyna zbudowanego w 1930 roku w Niedrzwicy Kościelnej przy ul. Parafialnej 9

## Ekspozycja
- Wystawa z maszynami z lat 30. XX w. – ekspozycja "Technika młynarska"
- Pomieszczenie młynarza – ekspozycja kuchenna z kuchnią węglową
- Kąciki tematyczne – ekspozycja przedmiotów obrazujących prawdziwe życie ludzi sprzed dziesiątek lat, ich naukę, pracę,  religię